# Struve 2398
Struve 2398 – gwiazda podwójna w gwiazdozbiorze Smoka. Jest odległa o ok. 11,5 roku świetlnego od Słońca i należy do najbliższych Ziemi układów podwójnych gwiazd. Wokół składnika B prawdopodobnie krążą dwie planety.

## Charakterystyka obserwacyjna
Oba składniki układu są słabymi czerwonymi karłami i nie są widoczne gołym okiem. Układ znajduje się w północnej części gwiazdozbioru Smoka, pomiędzy jaśniejszymi gwiazdami Delta Draconis (Altais) i Ksi Draconis (Grumium).

## Charakterystyka fizyczna
Gwiazdy układu Struve 2398 reprezentują typ widmowy M. Jaśniejszy składnik A ma temperaturę ok. 3440 K, masę ok. 1/3 masy Słońca i promień równy 0,35 promienia Słońca. Słabszy składnik B ma temperaturę ok. 3345 K, masę ok. 1/4 masy Słońca i promień 0,27 promienia Słońca. Składnik ten jest gwiazdą zmienną rozbłyskową.
Gwiazdy obiegają barycentrum układu w okresie 408 lat po ekscentrycznych orbitach (mimośród 0,53). Dystans, jaki je dzieli, to średnio 42 au, ale gwiazdy zbliżają się na 26 au i oddalają do 86 au.

## Układ planetarny
Analizy zmian prędkości radialnej składnika B z 2019 roku wskazują, że mogą okrążać ją dwie planety (GJ 725 Bb i Bc). Są to prawdopodobnie chłodne planety gazowe, ich masy minimalne są podobne do masy Neptuna.